# اولد جیمزتاون (میزوری)
اولد جیمزتاون (به انگلیسی: Old Jamestown) یک منطقهٔ مسکونی در ایالات متحده آمریکا است که در شهرستان سنت لوئیس، میزوری واقع شده‌است. اولد جیمزتاون ۳۸٫۷ کیلومتر مربع مساحت و ۱۹٬۱۸۴ نفر جمعیت دارد و ۱۶۰٫۰۲ متر بالاتر از سطح دریا واقع شده‌است.